# HD58868
HD58868 — хімічно пекулярна зоря спектрального класу A3, що має видиму зоряну величину в смузі V приблизно  9,6.
Вона  розташована на відстані близько 1226,2 світлових років від Сонця.

## Пекулярний хімічний склад
Зоряна атмосфера HD58868 має підвищений вміст 
Cr
.